# Tom Lucy
Tom Lucy (ur. 1 maja 1988 r. w San Francisco) – brytyjski wioślarz, srebrny medalista w wioślarskiej ósemce podczas Letnich Igrzysk Olimpijskich w Pekinie.

## Osiągnięcia
- Mistrzostwa Świata – Monachium 2007 – ósemka – 3. miejsce[1].
- Igrzyska Olimpijskie – Pekin 2008 – ósemka – 2. miejsce[1].